# Lake Forest High School (Illinois)
Lake Forest High School, o LFHS, es una escuela secundaria pública localizada en Lake Forest, Illinois, un suburbio de Chicago, Illinois, en los Estados Unidos. Es la única escuela de Lake Forest Community High School District 115, el cual sirve las comunidades de Lake Forest, Lake Bluff, Knollwood, y partes más pequeñas de Mettawa y North Chicago.

## Historia
LFHS fue construido en 1935. La adición más reciente tuvo lugar en 2008.

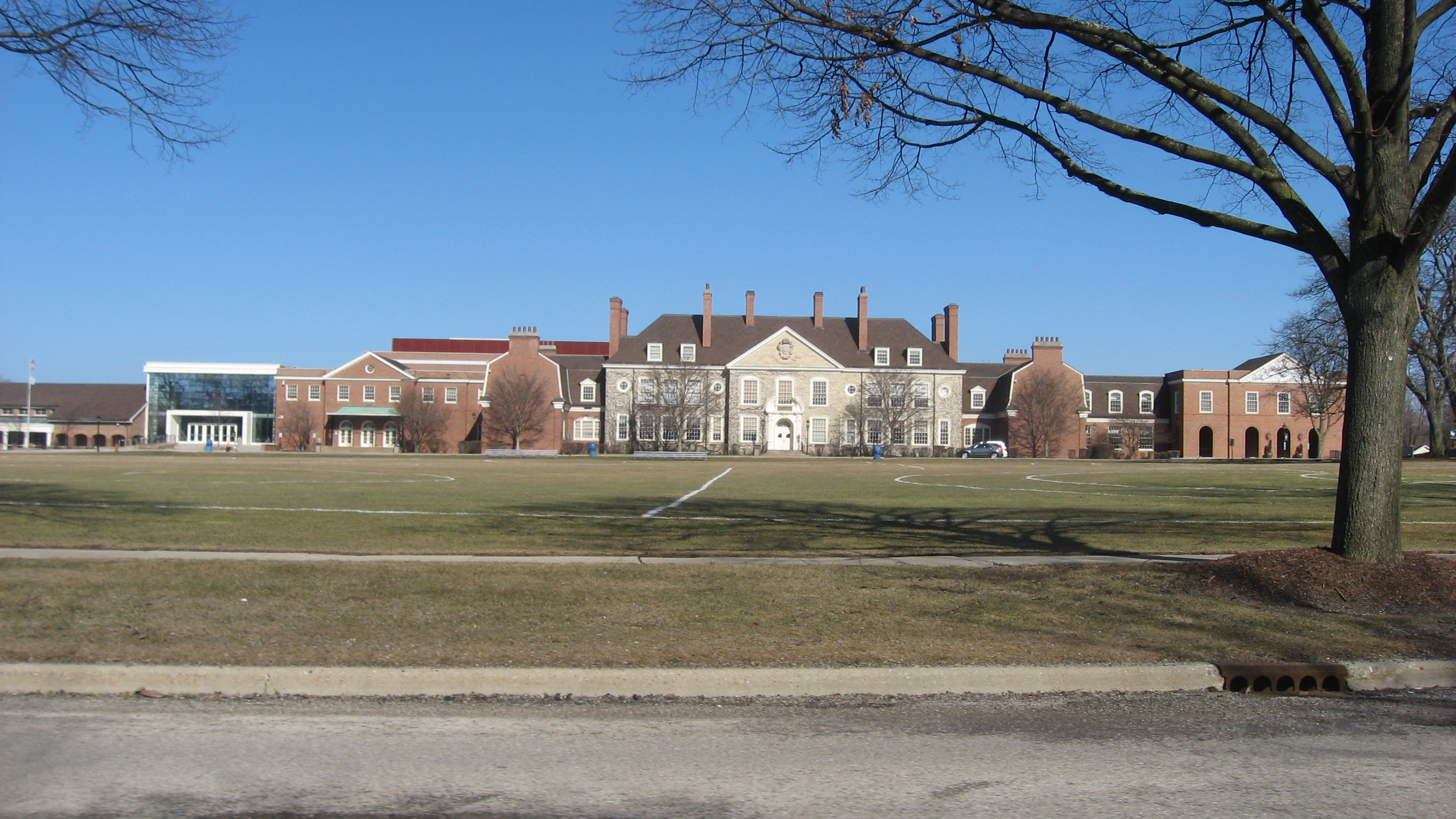
Vista desde el oeste